# 扎利茲尼奇內 (札波羅熱州)
扎利兹尼奇内（羅馬化：Zaliznychne）是烏克蘭東南部扎波羅熱州波洛希區胡利艾波萊市鎮內的鎮。始建於1937年，面積2.35平方公里，海拔高度155米，2011年人口1,177，人口密度每平方公里500.8人。